# Zevní fixace

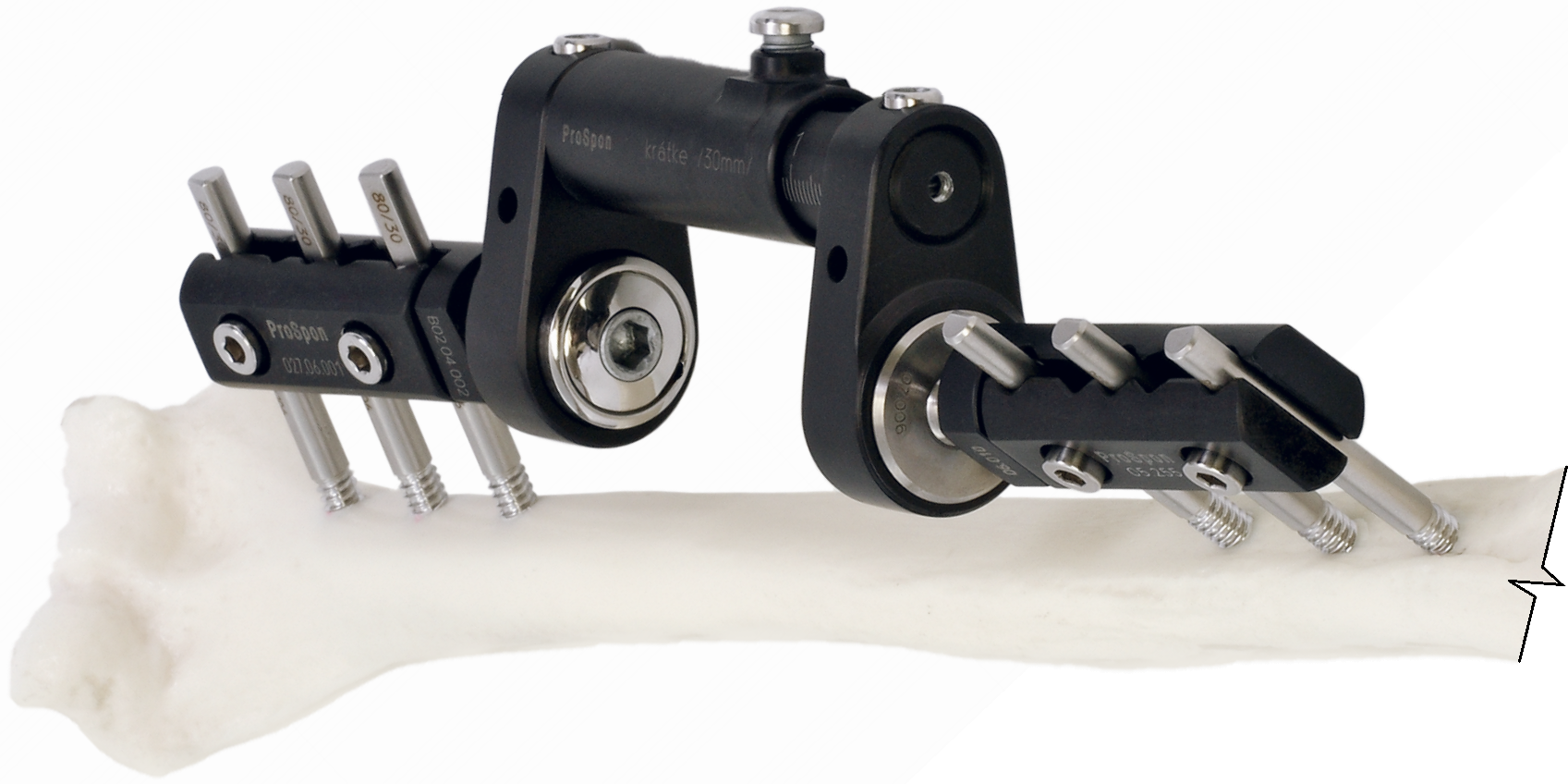
Zevní fixátor ProSpon (spolupráce VŠB-TU Ostrava a MEDIN), který je připevněn Schanzovými šrouby na umělé kosti

Zevní fixace (externí fixace) je chirurgický úkon, který se obvykle (na rozdíl od vnitřní fixace) používá při operativní léčbě (osteosyntéze) komplikovaných zlomenin kostí (tříštivé zlomeniny, otevřené zlomeniny s rozsáhlým poškozením měkkých tkání a polytraumata) nebo jako prozatímní řešení před následující vnitřní fixací. Jde o ortopedický/traumatologický operační přístup, při kterém se nosná část zevního (externího) fixátoru umisťuje mimo tělo. Zevní fixátor se, pod rtg. repozicí, perkutánně (tj. přes kůži) v kosti připevňuje k tělu pomocí Schanzových šroubů, Kirschnerových drátů (K-drátů) či Steinmannových hřebů. Po ukončení léčby se zevní fixátor trvale odstraní. Zevní fixátory se také používají při nápravě tvarových deformit, léčbě pakloubů a prodlužování končetin.
Výhodou zevní fixace je miniinvazivita a minitraumatizace zákroku, rychlá aplikace, dodatečné pooperační úpravy kostního skeletu a možnost konverze na vnitřní fixaci. V mnoha případech se lékařské indikace pro zevní fixaci překrývají s indikacemi pro vnitřní fixaci.
Zevní fixace je také stále důležitým tématem v biomechanice.

## Aplikace zevní fixace

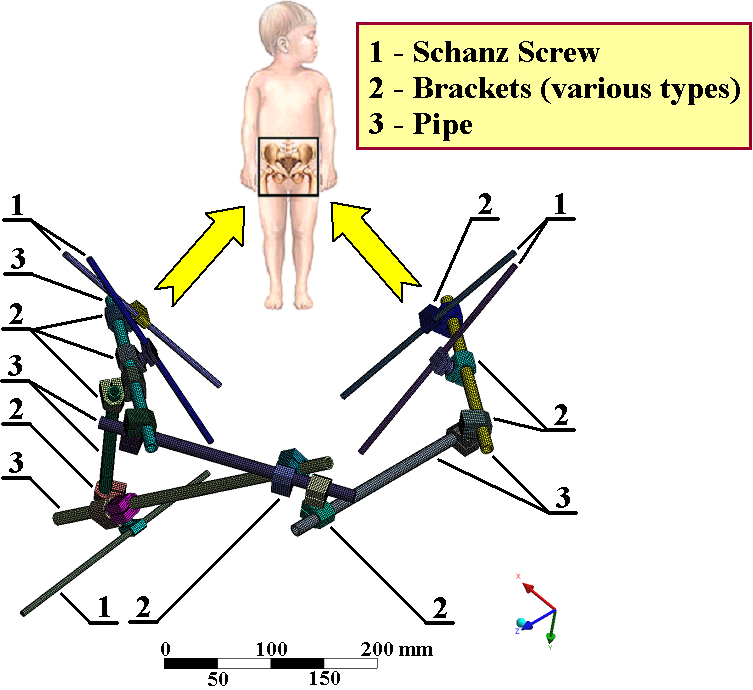
Zevní fixátor pro léčbu komplikovaných zlomenin pánve a acetabula (1 − Schanzovy šrouby se zavrtávají do kosti jako do pružného podkladu, 2 − spojky tyčí, 3 − tyče)
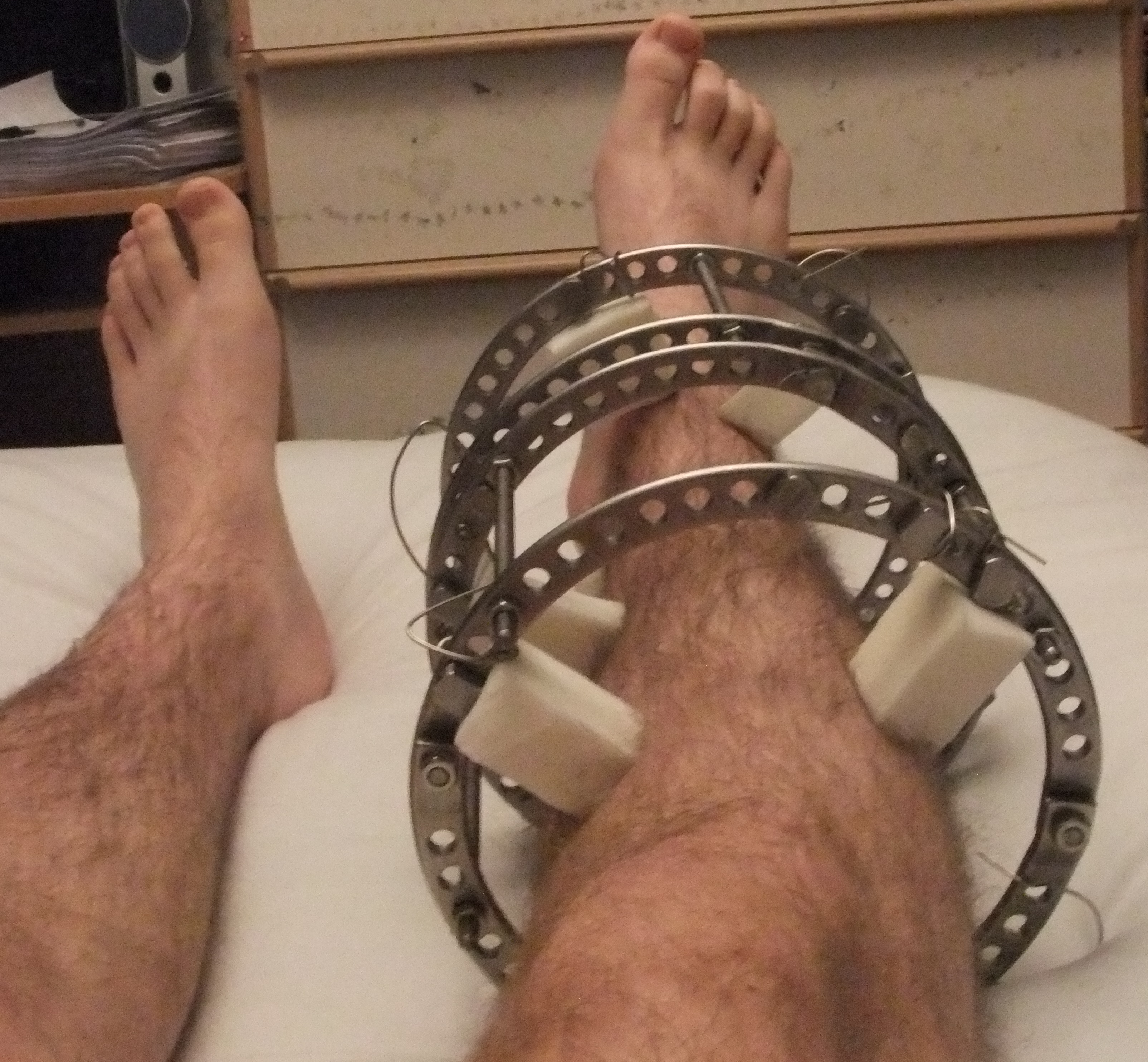
Ilizarevův fixátor (příklad zevní fixace) − léčba zlomeniny tibie
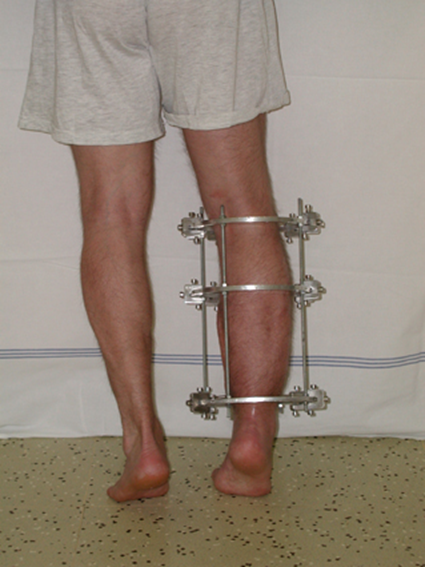
Ilizarevův fixátor − Léčba zlomeniny ve Fakultní nemocnici Ostrava